# Vasja Ocvirk
Vasja Ocvirk, slovenski pisatelj, dramatik, in publicist, * 30. april 1920, Medvode, † 11. oktober 1985, Izola.

## Življenjepis
Ocvirk je pred vojno končal tehnično srednjo šolo, v gledališki sezoni 1938/1939 se je pridružil igralcem Šentjakobskega gledališča v Ljubljani in odigral pet vlog v 49 ponovitvah. Med vojno je bil partizan, po vojni pa je študiral primerjalno književnost Na filozofski fakulteti v Ljubljani. Od leta 1945 do 1955 je bil zaposlen pri Radiu Ljubljana in nato kratek čas na Radiu Koper, nato pa je postal svoboden književnik.

## Literarno delo
Napisal je tri romane s snovjo iz NOB: Hajka (1957), Soncu ni verjeti (1960) in V novo zimo (1961) ter mladinsko povest Smeh v klavzuri (1961) v kateri opisuje doživetja nekaterih likov iz trilogije. Poleg tega je napisal več radijskih dram in dramatiziral za radio več kot trideset pripovednih del. Svojo najboljšo radijsko igro Ko bi padli oživeli je predelal za gledališče (prvič uprizorjena 1953). Večino njegovih dramskih del: Tretje ležišče (1955), Srečno ljudje (1956), Peter Klepec (1956), Mati na pogorišču (1957), Upor pred zarjo (1959) je uprizorilo Gledališče Slovenskega Primorja v Kopru.